# Яго Фальке
Яго Фальке (ісп. Iago Falque, нар. 4 січня 1990, Віго) — іспанський футболіст, нападник та фланговий півзахисник колумбійського «Америка де Калі».
Виступав за молодіжну збірну Іспанії.

## Клубна кар'єра
Народився 4 січня 1990 року в місті Віго. Почав займатися футболом у 2000 році в академії футбольного клубу «Реал Мадрид». У 2001 році перейшов в академію «Барселони», у якій провів наступні сім років. 2007 року був заявлений на чемпіонат за «Барселону Б». Зіграв за команду лише в одному матчі, в якому відзначився забитим м'ячем. Перспективним футболістом відразу зацікавилися багато клубів, але найактивнішим серед них був «Ювентус». Влітку 2008 року перехід Яго в цей клуб був оформлений.
30 серпня 2008 року Фальке підписав з «Ювентусом» контракт, розрахований на чотири роки. 6 грудня Яго потрапив в заявку команди на матч 15-го туру Серії А, з командою «Лечче», але на полі так і не з'явився. 25 серпня 2009 року він відправився у свою першу оренду, в команду «Барі». Але в основному складі «півнів» він так жодного разу і не з'явився, граючи тільки за юнацьку команду. 29 липня 2010 року футболіст був відданий в оренду з правом викупу іспанському «Вільярреалу Б». Фальке зіграв за команду в 36 матчах, в яких забив 11 м'ячів, але в підсумку іспанці вирішили відмовитися від викупу гравця і 30 липня 2011 року він повернувся в Турин.
25 серпня орендну угоду з Фальке уклав англійський «Тоттенгем Готспур». Дебютував іспанець за основну команду «шпор» 15 вересня, в матчі Ліги Європи з грецьким ПАОКом (0:0). Згодом він зіграв за команду Гаррі Реднаппа у Лізі Європи ще чотири матчі.
16 січня 2012 року «блакитно-білі» викупили у «Ювентуса» права на гравця і наступного дня, 17 січня, він був відданий в оренду команді Чемпіоншіпа — «Саутгемптону». Дебютував у складі «святих» 23 січня, в матчі з «Лестер Сіті» (0:2). Яго почав матч у стартовому складі і був замінений на 56-й хвилині зустрічі. Цей матч так і залишився для іспанця єдиним за клуб. Після повернення в Лондон 9 грудня 2012 року зіграв свій єдиний матч в Прем'єр-лізі за «Тоттенгем», вийшовши на поле за п'ять хвилин до кінця матчу з «Евертон» замість Джермейна Дефо.
23 січня 2013 року Фальке був відданий в оренду в іспанську «Альмерію», яка виступала тоді в Сегунді. Там йому вдалося одразу завоювати місце в основі на лівому фланзі півзахисту, через що наступний сезон він вже розпочав у Ла Лізі, після того як 24 серпня перейшов також на правах оренди до іспанського «Райо Вальєкано», де також був основним гравцем. 
1 серпня 2014 року Фальке уклав контракт з італійським «Дженоа», у складі якого провів наступний рік своєї кар'єри гравця. Більшість часу, проведеного у складі «Дженоа», був основним гравцем команди. У складі «Дженоа» був одним з головних бомбардирів команди, маючи середню результативність на рівні 0,41 голу за гру першості.
1 липня 2015 року Фальке був відданий в оренду за 1 млн. євро в «Рому», з зобов'язанням викупу гравця за 7 млн євро + бонуси як тільки він зіграє один офіційний матч за римлян. Це сталось 22 серпня у матчі Серії А проти «Еллас Верони» (1:1), в кому він на 66 хвилині замінив Мохамеда Салаха. Всього того сезону іспанець провів за «вовків» 22 матчі в чемпіонаті і забив 2 голи.
19 липня 2016 року Яго разом із своїм партнером по команді Адемом Ляїчем перейшов на правах оренди з правом викупу до «Торіно». Вже у січні 2017 року «Торіно» скористався передбаченою орендною угодою можливістю викупу прав на гравця і уклав з ним повноцінний контракт. В сезонах 2016/17 і 2017/18 забивав по 12 голів у Серії A, причому у другому випадку був найкращим бомбардиром команди. Наступного сезону його результативність погіршилася, а з початку сезону 2019/20 іспанець втратив місце в «основі» туринської команди.
У січні 2020 року був відданий в оренду до «Дженоа», а наприкінці вересня того ж року — до «Беневенто», команди, що саме здобула право повернутися до італійської Серії A і посилювала склад перед своїм другим стартом в елітному дивізіоні. У її складі не став гравцем основного складу, взявши участь в 11 іграх першості за сезон.
На початку 2022 року знайшов варіант продовження кар'єри в Колумбії, ставши гравцем «Америка де Калі».

## Виступи за збірні
2007 року дебютував у складі юнацької збірної Іспанії і виграв чемпіонат Європи U-17 в Бельгії в тому ж році. Всього Фальке взяв участь у 20 іграх на юнацькому рівні, відзначившись 6 забитими голами.
2009 року залучався до складу молодіжної збірної Іспанії на молодіжний чемпіонат Європи та світу.

## Статистика виступів

### Статистика клубних виступів
Станом на 22 січня 2022
| Сезон                         | Команда                       | Чемпіонат                     | Чемпіонат | Чемпіонат | Національний кубок | Національний кубок | Національний кубок | Континентальні кубки | Континентальні кубки | Континентальні кубки | Інші змагання | Інші змагання | Інші змагання | Усього | Усього |
| Сезон                         | Команда                       | Ліга                          | Ігор      | Голів     | Ліга               | Ігор               | Голів              | Ліга                 | Ігор                 | Голів                | Ліга          | Ігор          | Голів         | Ігор   | Голів  |
| ----------------------------- | ----------------------------- | ----------------------------- | --------- | --------- | ------------------ | ------------------ | ------------------ | -------------------- | -------------------- | -------------------- | ------------- | ------------- | ------------- | ------ | ------ |
| 2010–11                       | «Вільярреал Б»                | СД (ІІ)                       | 36        | 11        | -                  | -                  | -                  |                      | -                    | -                    | -             | -             | -             | 36     | 11     |
| 2011–12                       | «Тоттенгем Готспур»           | ПЛ                            | 0         | 0         | КА+КЛ              | 1+0                | 0                  | ЛЄ                   | 5                    | 0                    | -             | -             | -             | 6      | 0      |
| 2011–12                       | «Саутгемптон»                 | Ч (ІІ)                        | 1         | 0         | КА+КЛ              | 0+0                | 0                  | -                    | -                    | -                    | -             | -             | -             | 1      | 0      |
| 2012–13                       | «Тоттенгем Готспур»           | ПЛ                            | 1         | 0         | КА+КЛ              | 0+2                | 0                  | ЛЄ                   | 2                    | 0                    | -             | -             | -             | 5      | 0      |
| Усього за «Тоттенгем Готспур» | Усього за «Тоттенгем Готспур» | Усього за «Тоттенгем Готспур» | 1         | 0         |                    | 3                  | 0                  |                      | 7                    | 0                    |               | -             | -             | 11     | 0      |
| 2012–13                       | «Альмерія»                    | СД (ІІ)                       | 18+4      | 2+0       | КІ                 | -                  | -                  | -                    | -                    | -                    | -             | -             | -             | 22     | 2      |
| 2013–14                       | «Райо Вальєкано»              | ПД                            | 28        | 3         | КІ                 | 3                  | 0                  | -                    | -                    | -                    | -             | -             | -             | 31     | 3      |
| 2014–15                       | «Дженоа»                      | A                             | 32        | 13        | КІ                 | 1                  | 0                  | -                    | -                    | -                    | -             | -             | -             | 33     | 13     |
| 2015–16                       | «Рома»                        | A                             | 22        | 2         | КІ                 | 0                  | 0                  | ЛЧ                   | 5                    | 1                    | -             | -             | -             | 27     | 3      |
| 2016–17                       | «Торіно»                      | A                             | 35        | 12        | КІ                 | 0                  | 0                  | -                    | -                    | -                    | -             | -             | -             | 35     | 12     |
| 2017–18                       | «Торіно»                      | A                             | 37        | 12        | КІ                 | 3                  | 2                  | -                    | -                    | -                    | -             | -             | -             | 40     | 14     |
| 2018–19                       | «Торіно»                      | A                             | 26        | 6         | КІ                 | 2                  | 0                  | -                    | -                    | -                    | -             | -             | -             | 28     | 6      |
| 2019-січ. 2020                | «Торіно»                      | A                             | 4         | 0         | КІ                 | -                  | -                  | ЛЄ                   | 1                    | 0                    | -             | -             | -             | 5      | 0      |
| Усього за «Торіно»            | Усього за «Торіно»            | Усього за «Торіно»            | 102       | 30        |                    | 5                  | 2                  |                      | 1                    | 0                    |               | -             | -             | 108    | 32     |
| січ.-черв. 2020               | «Дженоа»                      | A                             | 10        | 2         | КІ                 | 0                  | 0                  | -                    | -                    | -                    | -             | -             | -             | 10     | 2      |
| Усього за «Дженоа»            | Усього за «Дженоа»            | Усього за «Дженоа»            | 42        | 15        |                    | 1                  | 0                  |                      | -                    | -                    |               | -             | -             | 42     | 15     |
| вер. 2020–21                  | «Беневенто»                   | A                             | 11        | 1         | КІ                 | 0                  | 0                  | -                    | -                    | -                    | -             | -             | -             | 11     | 1      |
| 2022                          | «Америка де Калі»             | A                             | 0         | 0         | -                  | -                  | -                  | -                    | -                    | -                    | -             | -             | -             | 0      | 0      |
| Усього за кар'єру             | Усього за кар'єру             | Усього за кар'єру             | 263       | 64        |                    | 12                 | 2                  |                      | 13                   | 1                    |               | -             | -             | 288    | 67     |

## Титули і досягнення
- Чемпіон Європи (U-17): 2007